# ガロ語 (ロマンス語)
ガロ語（ガロご、Galo）は、フランスのブルターニュ半島に分布するラテン系言語。オイル語の系統である。